# 1042
1042 (MXLII) var ett normalår som började en fredag i den julianska kalendern.

## Händelser

### April
- 18 eller 19 april – Bysantinska kejsaren Mikael VI försöker bli ensam härskare genom att sända sin adoptivmor och medregent Zoë i kloster. Han avsätts i en folklig revolt och Zoë blir regent tillsammans med systern Theodora.

### Juni
- 8 juni – När den dansk-engelske kungen Hardeknut dör tar Edvard Bekännaren makten i England och blir landets nye kung. Därmed upphör det danska väldet över England. I Danmark utropar sig den norske kungen Magnus den gode till ny kung.
- 11 juni – Zoë gifter sig för tredje gången och gör sin nye make Konstantin IX Monomachos till bysantinsk kejsare.

### Okänt datum
- Den bysantinske generalen på Sicilien, George Maniaces, revolterar mot Konstantin IX.
- Harald Hårdråde, vid denna tid ledare för väringagardet i Bysantinska riket, återvänder till Norge, möjligtvis efter inblandning i Maniaces revolt.
- Normanderna i Italien flyttar sin huvudstad till Melfi.
- Den tysk-romerske kejsaren Henrik III anfaller Ungern i förbund med dess kung Peter I.
- Abad II efterträder sin far på Sevillas tron.

## Födda
- Boleslav II av Polen, kung av Polen.
- Raimond av St Gilles, fransk adelsman och korsriddare.
- Sancho I av Aragonien, kung av Aragonien och Navarra.

## Avlidna
- 8 juni – Hardeknut, kung av Danmark sedan 1035 och av England sedan 1040.
- 23 augusti – Mikael V, avsatt kejsare över det bysantinska riket.